# 维伯尔斯海姆
维伯尔斯海姆是德国莱茵兰-普法尔茨州的一个市镇。总面积7.32平方公里，总人口569人，其中男性330人，女性239人（2011年12月31日），人口密度78人/平方公里。